# Szwedzki Biały Legion
Szwedzki Biały Legion (szw. Svenska vita legionen, ros. Шведский Белый легион) – ochotniczy oddział wojskowy Armii Północno-Zachodniej złożony ze Szwedów i Duńczyków podczas wojny domowej w Rosji.
Legion składał się początkowo z grupy 28 oficerów szwedzkiej armii pod wodzą mjr. Liljencrantza, którzy na pocz. 1919 r. wstąpili ochotniczo do Armii Północno-Zachodniej Białych. Stanowił samodzielny oddział wojskowy. Brał udział w obu nieudanych natarciach na Piotrogród. Ich udział w walkach z wojskami bolszewickimi doprowadził do rozpowszechnienia się wśród miejscowej ludności plotek o desancie wojsk szwedzkich w guberni piotrogradzkiej. W kwietniu 1919 r. do Szwedów dołączyła też niewielka liczba duńskich ochotników.